# Centre de recherche interdisciplinaire sur le bien-être, la santé, la société et l'environnement
 (février 2018).
Le Centre de recherche interdisciplinaire sur le bien-être, la santé, la société et l’environnement (Cinbiose), est un centre de recherche fondé à Montréal (Canada) en 1987.
Il regroupe des chercheuses et des chercheurs à l’international travaillant sur la santé environnementale et la santé au travail avec une approche écosystémiques de la santé.

## Histoire
Karen Messing, et Donna Mergler, ainsi que d’autres chercheuses, soucieux de l’état de santé et du bien-être des travailleuses et travailleurs, fondent le Groupe de recherche-action en biologie du travail (GRABIT) en 1985. Issu du GRABIT, le Cinbiose est créé en 1987 et se donne alors le nom de Centre de recherche sur les interactions biologiques entre la santé et l’environnement.
En 1990, le Cinbiose est reconnu comme laboratoire institutionnel de l’UQAM. Le Cinbiose œuvre, entre autres, dans le cadre des services aux collectivités de l’UQAM, d’abord avec le protocole d’entente avec les centrales syndicales, par la suite avec des groupes de femmes (Relais-femmes), puis avec des actrices et acteurs sociaux en santé et en environnement. En 1994, les domaines de recherches s’élargissent avec la création de l’axe en santé environnementale.
En 1998, les activités internationales s’amplifient et le Cinbiose accède au statut de Centre collaborateur de l'Organisation mondiale de la Santé (OMS) et de l'Organisation panaméricaine de la Santé (OPS) pour la prévention des maladies liées au travail et à l’environnement. Renouvelé cinq fois jusqu’à aujourd’hui (2018), ce statut est basé sur la qualité des collaborations internationales du Cinbiose.
En 2004, le Cinbiose adopte un nouveau nom : le Centre de recherche interdisciplinaire sur la biologie, la santé, la société et l'environnement. Ce nom reflète l’évolution de ses activités de recherche et, plus spécifiquement, du volume croissant d'activités de recherches en droit, en communication, en sociologie et en sciences de l’environnement.
Le Cinbiose contribue en 2005 à la création d’une communauté de pratique en approches écosystémiques de la santé en Amérique latine et dans les Caraïbes (CoPEH-LAC). Quelques années plus tard, en 2008, le Cinbiose contribue à la création d’une communauté de pratique en approches écosystémiques de la santé au Canada (CoPEH-Canada).
La candidature du Cinbiose et de CoPEH-Canada est retenue afin d’organiser EcoHealth 2014, cinquième colloque biennal de l’International Association for Ecology & Health (IAEH). Ce congrès rassemble plus de 550 participantes et participants provenant de 60 pays et représentant de nombreux secteurs (milieux académiques, gouvernementaux, ONG, entreprises privées) et disciplines. En 2015, le colloque EcoHealth 2014 remporte le prix de la catégorie « Engagement socio-économique / Événements corporatifs, colloques, congrès, expositions » lors du concours Les Vivats, qui récompense les pratiques exemplaires en matière d’événements écoresponsables,. Le colloque EcoHealth 2014 était par ailleurs finaliste dans les catégories « Alimentation » et « Grand Vivat Événements/budget de moins de 500 000 dollars ».
En 2013, le Cinbiose ajoute bien-être dans les domaines inclus dans son nom et devient le Centre de recherche interdisciplinaire sur le bien-être, la santé, la société et l’environnement. Reflet une nouvelle fois de l’élargissement du caractère interdisciplinaire du centre et l’inclusion de la notion de la santé dans son sens plus large.
Le Cinbiose fête ses 30 ans d'existence en 2017.

### Le comité de la relève
En 2007 le comité de la relève du Cinbiose est créé par des étudiantes et étudiants des cycles supérieurs du Cinbiose afin d'offrir un espace d’interactions et de réflexions, notamment sur le rôle de la science et les manières de faire de la science.